# Chiesa di San Michele a Muscoli
La chiesa di San Michele a Muscoli si trova a Fiesole in via san Clemente 6.

## Storia e descrizione
La chiesetta, di origine trecentesca, prende il nome dal Monte Muscoli su cui si trova, uno dei colli a nord di Fiesole. Fu restaurata nel 1865 da Giuseppe Fancelli, secondo un progetto teso a recuperare le forme medievali.